# Холл, Элла
Элла Холл (англ. Ella Hall, 17 марта 1896 — 3 сентября 1981) — американская актриса эпохи немого кино.
Родилась в Хобокене, штат Нью-Джерси. В детстве с семьей переехала в Голливуд, где в 1912 году дебютировала в кино. Её актёрская карьера продолжалась до 1923 года, и за это время Холл снялась более чем в восьмидесяти картинах. В начале 1930-х актриса сыграла ещё три небольшие роли в кино, среди которых Амелия Хансен в военной драме «Горький чай генерала Йена», после чего окончательно завершила карьеру.
Холл была замужем за актёром Эмори Джонсоном, от которого родила двоих детей. Её дочь Эллен Холл — тоже актриса, в 1940-х годах снималась в фильмах категории «В». Актриса скончалась в Лос-Анджелесе в возрасте 85 лет.